# Liste der Naturdenkmale in Bernau bei Berlin
Die Liste der Naturdenkmale in Bernau bei Berlin nennt die Naturdenkmale in der Gemeinde Bernau bei Berlin im Landkreis Barnim in Brandenburg (Stand Juli 2009).
In den Spalten befinden sich folgende Informationen:
- Nr.: Identifizierungsnummer nach veröffentlichter Liste. Sie wird von der unteren Naturschutzbehörde des Landkreises oder der kreisfreien Stadt vergeben. Wenn sie bekannt ist, wird sie angegeben. In dieser Spalte kann sich zusätzlich das Wort Wikidata befinden, der entsprechende Link führt zu Angaben zu diesem Naturdenkmal bei Wikidata.
- Bezeichnung: Benennung des Naturdenkmals, in der Regel wird bei Bäume die Baumart genannt. Bekannte Eigennamen werden mit angegeben.
- Gemarkung: Ort oder Gemarkung, in der sich das Naturdenkmal befindet
- Lage: Nennt die Lage des Naturdenkmals im jeweiligen Ortsteil und die geografischen Koordinaten des Naturdenkmals. Link zu einem Kartenansichtstool, um Koordinaten zu setzen. In der Kartenansicht sind Naturdenkmale ohne Koordinaten mit einem roten beziehungsweise orangen Marker dargestellt und können in der Karte gesetzt werden. Denkmale ohne Bild sind mit einem blauen bzw. roten Marker gekennzeichnet, Denkmale mit Bild mit einem grünen beziehungsweise orangen Marker.
- Beschreibung: die Beschreibung des Naturdenkmales
- Schutzzweck: Erläutert den Grund der Unterschutzstellung
- Bild: Zeigt ein Bild des Naturdenkmales und gegebenenfalls ein Link zu weiteren Fotos im Medienarchiv Wikimedia Commons

## Bäume
| Bild                                    | Bezeichnung                    | Lage | Beschreibung                                                                      | Schutzzweck                                                                   | Nummer   |
| --------------------------------------- | ------------------------------ | --- | --------------------------------------------------------------------------------- | ----------------------------------------------------------------------------- | -------- |
| BW                                      | Stiel-Eiche                    | Bernau, Eichwerder, G.-E.-Lessing-Straße 5 (52° 39′ 37,8″ N, 13° 33′ 44,5″ O)                                                                | - Alter: 200–300 Jahre - Höhe: 26,00 m - Umfang: 4,99 m - Kronendurchmesser: 25 m | Seltenheit, Eigenart                                                          | 020-01   |
| BW                                      | Trauben-Eiche                  | Bernau, etwa 60 m von der Niederbarnimstraße und 25 m von der Wandlitzer Chaussee in der Abt. 2358 a (52° 43′ 43,6″ N, 13° 30′ 13,5″ O)      | - Alter: ca. 300 Jahre - Höhe: 27,00 m - Umfang: 4,88 m - Kronendurchmesser: 15 m | Eigenart                                                                      | 020-02   |
| Direkt Bild zu diesem Denkmal hochladen | Trauben-Eiche                  | Bernau, Abt. 2373, ca. 150 m hinter dem Forsthaus, östlich der ehemaligen Försterei Liepnitz ()                                              | - Alter: ca. 300 Jahre - Höhe: 27,00 m - Umfang: 4,11 m - Kronendurchmesser: 20 m | Eigenart                                                                      | 020-03   |
| Direkt Bild zu diesem Denkmal hochladen | „Krumme Eiche“ (Trauben-Eiche) | Bernau, Abt. 2356, 2357 am Weg () | - Alter: 250–300 Jahre - Höhe: 27,00 m - Umfang: 3,68 m - Kronendurchmesser: 21 m | Eigenart                                                                      | 020-04   |
| BW                                      | Gemeine Eibe                   | Bernau, Breitscheidstr. 6 (52° 40′ 38,9″ N, 13° 35′ 33,1″ O)                                                                                 | - Alter: ca. 200 Jahre - Höhe: 7,50 m - Umfang: 1,13 m - Kronendurchmesser: 8 m   | Seltenheit, Schönheit                                                         | 020-05   |
| BW                                      | Tulpen-Magnolie                | Bernau, Breitscheidstr. 12 (52° 40′ 38,4″ N, 13° 35′ 30,2″ O)                                                                                | - Alter: ca. 70 Jahre - Höhe: 5,00 m - Umfang: 0,86 m - Kronendurchmesser: 6 m    | landeskundliche Bedeutung                                                     | 020-06   |
| BW                                      | Gemeine Eibe                   | Bernau, Bahnhofstr., Katholische Kirche (52° 40′ 39,3″ N, 13° 35′ 36,2″ O)                                                                   | - Alter: 100–150 Jahre - Höhe: 6,50 m - Umfang: 1,15 m - Kronendurchmesser: 8 m   | Seltenheit                                                                    | 020-07/1 |
| BW                                      | Gemeine Eibe                   | Bernau, Bahnhofstr., Katholische Kirche (52° 40′ 39,3″ N, 13° 35′ 36,2″ O)                                                                   | - Alter: 100–150 Jahre - Höhe: 6,80 m - Umfang: 1,57 m - Kronendurchmesser: 8 m   | Seltenheit                                                                    | 020-07/2 |
| Direkt Bild zu diesem Denkmal hochladen | Gewöhnliche Platane            | Bernau, Eberswalder Str., Zufahrt zur Schule ()                                                                                              | - Alter: 80–100 Jahre - Höhe: 25,00 m - Umfang: 2,80 m - Kronendurchmesser: 24 m  | Seltenheit, Eigenart                                                          | 020-08   |
| Direkt Bild zu diesem Denkmal hochladen | Gemeine Eibe                   | Bernau, Goethestr. 23 () | - Alter: 100–200 Jahre - Höhe: 9,00 m - Umfang: 1,60 m - Kronendurchmesser: 10 m  | Seltenheit, Schönheit                                                         | 020-09/1 |
| Direkt Bild zu diesem Denkmal hochladen | Gemeine Eibe                   | Bernau, Goethestr. 23 () | - Alter: 100–200 Jahre - Höhe: 9,00 m - Umfang: 1,02 m - Kronendurchmesser: 8 m   | Seltenheit, Schönheit                                                         | 020-09/2 |
| Direkt Bild zu diesem Denkmal hochladen | Gemeine Eibe                   | Bernau, Goethestr. 23 () | - Alter: 100–200 Jahre - Höhe: 9,00 m - Umfang: 1,02 m - Kronendurchmesser: 8 m   | Seltenheit, Schönheit                                                         | 020-09/3 |
| Direkt Bild zu diesem Denkmal hochladen | Gemeine Eibe                   | Bernau, Goethestr. 23 () | - Alter: 100–200 Jahre - Höhe: 8,00 m - Kronendurchmesser: 4 m                    | Seltenheit, Schönheit                                                         | 020-09/4 |
| BW                                      | Gemeine Roßkastanie            | Bernau, Zwischen Gymnasium und Jahnstr. (52° 40′ 50,8″ N, 13° 34′ 59,2″ O)                                                                   | - Alter: 80–100 Jahre - Höhe: 18,00 m - Umfang: 4,34 m - Kronendurchmesser: 18 m  | Schönheit                                                                     | 020-10   |
| BW                                      | Tulpen-Magnolie                | Bernau, Börnicker Str. 3, im Hausgarten in Richtung Kreuzung (52° 40′ 44,7″ N, 13° 35′ 38,7″ O)                                              | - Alter: ca. 70 Jahre - Höhe: 5,50 m - Umfang: 0,73 m - Kronendurchmesser: 7 m    | landeskundliche Bedeutung                                                     | 020-12   |
| BW                                      | Tulpen-Magnolie                | Bernau, Bahnhofsplatz 11 (52° 40′ 36,5″ N, 13° 35′ 36,6″ O)                                                                                  | - Alter: ca. 90 Jahre - Höhe: 3,50 m - Umfang: 0,71 m - Kronendurchmesser: 7 m    | landeskundliche Bedeutung                                                     | 020-13/1 |
| BW                                      | Tulpen-Magnolie                | Bernau, Bahnhofsplatz 11 (52° 40′ 36,3″ N, 13° 35′ 36,9″ O)                                                                                  | - Alter: ca. 90 Jahre - Höhe: 4,50 m - Umfang: 0,47 m - Kronendurchmesser: 4 m    | landeskundliche Bedeutung                                                     | 020-13/2 |
| BW                                      | Schwarz-Pappel                 | Börnicke, Dorfausgang in Richtung Bernau, rechts hinter den Gärten, am Graben auf dem Feld (52° 39′ 55,2″ N, 13° 38′ 15,3″ O)                | - Alter: 100–200 Jahre - Höhe: 32,00 m - Umfang: 8,87 m - Kronendurchmesser: 30 m | Seltenheit, Schönheit, landeskundliche Bedeutung, wissenschaftliche Bedeutung | 032-01   |
| BW                                      | Feld-Ulme                      | Börnicke, vor dem Dorfausgang in Richtung Bernau, links an der Ecke des letzten Hauses, an einer Kreuzung (52° 39′ 50,1″ N, 13° 38′ 15,7″ O) | - Alter: 150–200 Jahre - Höhe: 22,00 m - Umfang: 4,91 m - Kronendurchmesser: 18 m | Seltenheit, Eigenart                                                          | 032-02   |
| BW                                      | Hainbuche                      | Börnicke, im Park, in der Nähe der nordöstlichen Einfriedung, nahe der Straße nach Bernau, Parkweg 3 (52° 39′ 53,4″ N, 13° 38′ 2,3″ O)       | - Höhe: 10,00 m - Umfang: 2,57 m - Kronendurchmesser: 10 m                        | Eigenart, Schönheit, besondere Wuchsform                                      | 032-03   |
| BW                                      | Feld-Ulme                      | Ladeburg, Gehöft Böhme, Rüdnitzer Str. 17 (52° 42′ 12,8″ N, 13° 35′ 29,6″ O)                                                                 | - Alter: ca. 500 Jahre - Höhe: 16,00 m - Umfang: 8,09 m - Kronendurchmesser: 18 m | Seltenheit, wissenschaftliche Bedeutung, Eigenart                             | 116-01   |
| Weitere Bilder Fotos hochladen          | Stiel-Eiche                    | Ladeburg, Auf dem Dorfplatz vor der Kirche (52° 42′ 6,5″ N, 13° 35′ 15,4″ O)                                                                 | - Alter: 150–200 Jahre - Höhe: 27,00 m - Umfang: 3,62 m - Kronendurchmesser: 19 m | Seltenheit, Schönheit                                                         | 116-02   |
| BW                                      | Gemeine Roßkastanie            | Ladeburg, Auf dem Dorfplatz (52° 42′ 7,3″ N, 13° 35′ 13,8″ O)                                                                                | - Alter: 100–150 Jahre - Höhe: 24,00 m - Umfang: 3,77 m - Kronendurchmesser: 18 m | Schönheit                                                                     | 116-03   |
| BW                                      | Sommer-Linde                   | Ladeburg, Am Eingang zum Kirchhof (nordöstlich der Kirche) (52° 42′ 8,3″ N, 13° 35′ 16,6″ O)                                                 | - Alter: 100–150 Jahre - Höhe: 22,00 m - Umfang: 3,72 m - Kronendurchmesser: 23 m | Eigenart, Schönheit                                                           | 116-04   |
| Fotos hochladen                         | Ulme                           | Ladeburg, Verbindungsweg von der B 2 in Richtung Ladeburg, etwa auf der Hälfte des Weges (52° 42′ 4,4″ N, 13° 36′ 8,5″ O)                    | - Alter: 100–150 Jahre - Höhe: 19,00 m - Umfang: 3,84 m - Kronendurchmesser: 16 m | Seltenheit, wissenschaftliche Bedeutung                                       | 116-05   |
| Fotos hochladen                         | Gemeine Kiefer                 | Ladeburg, Nördlich vom Mechesee; an der Wanderhütte an der Wegkreuzung (52° 43′ 58,9″ N, 13° 35′ 50,9″ O)                                    | - Alter: ca. 100 Jahre                                                            | Schönheit                                                                     | 116-06   |
| Fotos hochladen                         | Ess-Kastanie                   | Ladeburg, Zwischen Friedhof und Freilichtbühne (52° 43′ 54,5″ N, 13° 35′ 39,3″ O)                                                            | - Alter: ca. 50 Jahre - Höhe: 15,00 m - Umfang: 1,24 m - Kronendurchmesser: 12 m  | Seltenheit                                                                    | 116-07/1 |
| Fotos hochladen                         | Ess-Kastanie                   | Ladeburg, Zwischen Friedhof und Freilichtbühne (52° 43′ 54,1″ N, 13° 35′ 38,1″ O)                                                            | - Alter: ca. 40 Jahre - Höhe: 17,00 m - Umfang: 1,24 m - Kronendurchmesser: 10 m  | Seltenheit                                                                    | 116-07/2 |
| Direkt Bild zu diesem Denkmal hochladen | Libanon-Eiche                  | Lobetal, Parkanlage mit Christusdenkmal, Straßenseite ()                                                                                     | - Alter: ca. 40 Jahre - Höhe: 10,00 m - Umfang: 1,26 m - Kronendurchmesser: 6 m   | Seltenheit, wissenschaftliche Bedeutung                                       | 136-01   |
| Fotos hochladen                         | Gelb-Kiefer                    | Lobetal, Am Weg zur Blechschmidt-Wiese, links vor Feuchtwiese (52° 43′ 37,1″ N, 13° 35′ 4,1″ O)                                              | - Alter: ca. 60 Jahre - Höhe: 15,00 m - Umfang: 1,10 m - Kronendurchmesser: 5 m   | Seltenheit, wissenschaftliche Bedeutung                                       | 136-02/1 |
| Fotos hochladen                         | Gelb-Kiefer                    | Lobetal, Am Weg zur Blechschmidt-Wiese, links vor Feuchtwiese (52° 43′ 36,7″ N, 13° 35′ 4,2″ O)                                              | - Alter: ca. 60 Jahre - Höhe: 19,00 m - Umfang: 1,09 m - Kronendurchmesser: 4 m   | Seltenheit, wissenschaftliche Bedeutung                                       | 136-02/3 |
| Fotos hochladen                         | Sumpf-Eiche                    | Lobetal, Am Weg zur Blechschmidt-Wiese, links vor Feuchtwiese (52° 43′ 36,9″ N, 13° 35′ 4,5″ O)                                              | - Alter: ca. 60 Jahre - Höhe: 18,00 m - Umfang: 1,48 m - Kronendurchmesser: 11 m  | Seltenheit, wissenschaftliche Bedeutung                                       | 136-03   |
| Weitere Bilder Fotos hochladen          | Schwarz-Erle                   | Schönow, Friedrichstraße 14 (52° 40′ 16″ N, 13° 31′ 35,6″ O)                                                                                 | - Umfang: 2,80 m - Kronendurchmesser: 10 m                                        | Eigenart, Schönheit, ortsbildprägender Baum                                   | 212-01   |

## Findlinge
| Bild                                    | Bezeichnung | Lage                                                           | Beschreibung | Schutzzweck | Nummer |
| --------------------------------------- | ----------- | -------------------------------------------------------------- | ------------ | ----------- | ------ |
| Direkt Bild zu diesem Denkmal hochladen | Findling    | Bernau, B 2 Richtung Berlin, links von der „Elf-Tankstelle“ () | Gneis        |             | 020-11 |

## Geotope
| Bild | Bezeichnung | Lage | Beschreibung | Schutzzweck | Nummer |
| ---- | ----------- | --- | ------------ | ----------- | ------ |
| BW   | Os          | Birkholz, zwischen der Neubauernsiedlung und der Siedlung Birkenhöhe (52° 38′ 26,6″ N, 13° 35′ 16,6″ O) |              |             | 020-15 |